# Torre del Renegado
La Torre del Renegado es uno de los Fuertes Neomedievales del siglo XIX construidos para asegurar el linde fronterizo de la ciudad española de Ceuta.

## Historia
Fue proyectado en 1864, por el Comandante de Ingenieros Mendicuti, similar a la Torre de Yebel Ányera y fue denominado por un cristiano que adjuró, quedándose a vivir en el monte dónde se construiría la torre. Al encontrarse retrasado y protegido por el los demás y con una panorámica de las demás fortificaciones fue utilizado como centro logístico, lo que ocasionó que las reformas lo desvirtuarán.

## Descripción
Es un fuerte de estilo neomedieval para 40 hombres, construido con una tipología de torre circular de gran altura, dos plantas y batería, con un escalera central. Dispone de un foso circular seco, matacanes y almenas.
Está construido en hormigón y cal, mampostería, ladrillo macizo y sillarejo.